# Martha Beatriz Roque

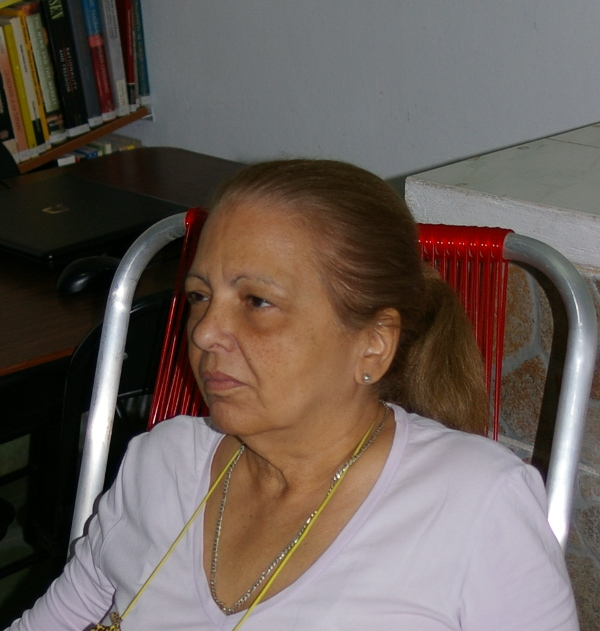
Martha Beatriz Roque

Martha Beatriz Roque Cabello (* 16. Mai 1945 in Havanna) ist eine spanisch-kubanische Wirtschaftswissenschaftlerin und Menschenrechtsaktivistin sowie eine ehemalige (von Amnesty International anerkannte) politische Gefangene.

## Frühes Leben
Roque ist Tochter spanischer Einwanderer von den kanarischen Inseln. Neben der kubanischen besitzt sie seit 2011 auch die spanische Staatsangehörigkeit. Eine 1960 in die USA ausgewanderte und inzwischen 82-jährige Schwester sah sie im März 2016 erstmals nach 55 Jahren wieder.
Sie studierte Wirtschaftswissenschaften an der Universität Havanna, wo sie 1976 ihren ersten Abschluss erreichte und später als Mitarbeiterin der wirtschaftswissenschaftlichen Fakultät aufgenommen wurde.

## Politische Aktivitäten
Roque verlor 1989 ihre Arbeitsstelle als Universitätsprofessorin, kurz nachdem sie in einer Vorlesung die kontroverse Erschießung des Helden der Revolution und populären Generals Arnaldo Ochoa kritisiert hatte, der zuvor wegen Hochverrats und Drogenhandels in einem Schauprozess verurteilt worden war.

### Instituto Cubano de Economistas Independientes „Manuel Sánchez Herrero“ (ICEI)
Als Reaktion auf die mangelnde Transparenz der Regierung im Umgang mit der Wirtschaftskrise, die nach dem Ende der jahrzehntelangen internationalen Unterstützung Kubas vor allem durch die Sowjetunion einsetzte (siehe Artikel Sonderperiode in Kuba), gründete sie 1994 das Instituto Cubano de Economistas Independientes „Manuel Sánchez Herrero“ (ICEI, deutsch: Kubanisches Institut Unabhängiger Wirtschaftswissenschaftler) um „die wahre Situation in Kuba zu zeigen und die Desinformation zu bekämpfen.“
Im Dezember 2001 startete das ICEI eine eigene Webseite – die erste von Kuba aus mit Informationen bestückte Internet-Seite einer Dissidentenorganisation. Bereits eine Woche später wurde der Zugang zur Seite von den kubanischen Behörden dauerhaft blockiert.

### Dokument „La Patria es de Todos“ und erste Haftstrafe
1997 bildete sie gemeinsam mit drei weiteren Regierungskritikern die „Arbeitsgruppe der internen Opposition zur Analyse der sozioökonomischen Lage in Kuba“, die sich mit der Diskussion um den V. Parteitag der Kommunistischen Partei Kubas befasste und schließlich im Juni das Dokument „La Patria es de Todos“ (deutsch: Das Vaterland gehört allen) veröffentlichte. Wegen „Verschwörung gegen die Souveränität Kubas“ wurden die vier Unterzeichner drei Wochen später verhaftet, über ein Jahr ohne Anklage in Untersuchungshaft festgehalten und schließlich im März 1999 wegen „Handlungen gegen die Sicherheit des Staates“ und „Aufwiegelung/Volksverhetzung“ (spanisch: „sedición“) zu Gefängnisstrafen zwischen dreieinhalb (Roque) und fünf Jahren verurteilt. Amnesty International untersuchte den Fall und erkannte die vier als gewaltlose politische Gefangene an, für deren Freilassung sich die Organisation einsetzte. Im Mai 2000 wurden die vier unter Auflagen aus der Haft entlassen.
2002 wandte sie sich in einem offenen Brief an den ehemaligen Präsidenten der USA, Jimmy Carter, in dem sie ihn für seinen bevorstehenden Besuch in Kuba um Gespräche mit prominenten politischen Gefangenen und nicht von der Regierung ausgesuchten Kubanern sowie um Fürsprache gegenüber Castro für eine Verfassunggebende Versammlung zur Demokratisierung des Landes bat.

### Verurteilung im „Schwarzen Frühling“ 2003
Im März 2003 schloss sie sich einem Hungerstreik zur Forderung der Freilassung des inhaftierten Arztes und Menschenrechtsaktivisten Oscar Elías Biscet an. Eine Woche darauf wurde sie Opfer einer internationale Bestürzung erregenden Verhaftungswelle gegen Menschenrechts- und Demokratieaktivisten sowie unabhängige Journalisten und Bibliothekare, die anschließend in Eilverfahren zu langjährigen Haftstrafen verurteilt wurden. Roque war die einzige Frau in der „Gruppe der 75“ und wurde wegen „Handlungen gegen die Unabhängigkeit und territoriale Integrität des Landes“ zu 20 Jahren Gefängnis verurteilt (siehe Artikel Schwarzer Frühling (Kuba)). Dabei wurden ihr insbesondere Kontakte zu Diplomaten der US-Interessenvertretung in Havanna negativ ausgelegt. Ein weiterer Hauptgegenstand der Anklage war die Verbreitung von Informationen über die ICEI-Internetseite. Nach internationalen Protesten sowie nach Monaten ohne medizinische Versorgung wurde sie zunächst in ein Militärhospital verlegt und am 22. Juli 2004 nach einem überstandenen Herzinfarkt aus gesundheitlichen Gründen auf Bewährung entlassen.

### Asamblea Para Promover la Sociedad Civil (APSC)
Im Oktober 2002 wurde sie zur Präsidentin der neu gegründeten „Versammlung zur Förderung der kubanischen Zivilgesellschaft“ gewählt, einer Dachorganisation von 365 Dissidentenvereinen des ganzen Landes.
Im Mai 2005 wurde unter ihrem Vorsitz am Stadtrand von Havanna die erste und einzige Vollversammlung der APSC abgehalten, an der rund 200 Oppositionelle und einige diplomatische Vertreter westlicher Länder teilnahmen, während andere Beobachter von der Regierung abgewiesen sowie mehrere Delegierte durch Verhaftungen an der Teilnahme gehindert wurden. Dieses erste mit Duldung der Behörden abgehaltene Oppositionstreffen war zugleich das größte seiner Art seit der Revolution 1959. Der Versuch einer ähnlichen Versammlung war im Jahr 1996 durch die vorübergehende Festnahme der meisten führenden Dissidenten verhindert worden. Die Veranstaltung, bei der auch eine Video-Botschaft von US-Präsident George W. Bush abgespielt sowie die verstorbenen Exilkubaner Jorge Mas Canosa und Rafael Diaz-Balart mit jeweils einer Schweigeminute geehrt wurden, erntete insbesondere wegen der engen Zusammenarbeit mit in den USA angesiedelten Gruppierungen wie der Kubanisch-Amerikanischen Nationalstiftung, dem Veteranenverband der Sturmbrigade 2506 sowie der US-Regierung deutliche Kritik von weiten Teilen der kubanischen Opposition, die dem Treffen fernblieben. So erklärte der damals prominenteste kubanische Dissident, der Christdemokrat Oswaldo Payá: "Diese Versammlung vertritt nicht die Mehrheit der Opposition." Vier Monate später konfiszierte die Regierung das Privatgrundstück, auf dem das Treffen abgehalten worden war, um eine Wiederholung zu verhindern. Die APSC ist seit etwa 2007 nicht mehr als funktionierende Organisation in Erscheinung getreten und heute bedeutungslos.

### Weitere Aktionen seit 2005
Am 14. Juli 2005, dem französischen Nationalfeiertag, organisierte Roque eine Protestdemonstration vor der französischen Botschaft in Havanna gegen die politische Annäherung Frankreichs an Kuba, bei der sie gemeinsam mit rund 30 Demonstranten festgenommen wurde, im Gegensatz zu anderen Teilnehmern jedoch schon nach einem Tag frei gelassen wurde.
Nachdem im Oktober 2009 Geheimdienstmitarbeiter das Haus des Oppositionellen Vladimiro Roca umstellt und die dort zu einem geplanten Treffen versammelten Dissidenten, darunter Roque, von der Außenwelt abgeschottet hatten, trat die Gruppe in einen Hungerstreik, der mehrere Wochen anhielt. Die unter Herzschwäche und Diabetes leidende Roque schloss sich an und hielt die Protestaktion für 40 Tage aufrecht, angesichts derer sich mehrere Exilkubaner in einem offenen Brief an Papst Benedikt XVI. mit der Bitte um Schutz für Roca und Roque vor weiteren Repressalien wandten.
Im August 2011 unterstrich sie mit einem gemeinsam mit anderen Oppositionellen begonnenen Hungerstreik außerhalb eines Gefängnisses am Stadtrand von Havanna ihre Forderung nach Wiedererlangung ihrer vollen bürgerlichen Rechte und nach Freilassung von zwei wenig bekannten politischen Häftlingen.
Im September 2012 trat eine von Martha Beatriz Roque und Jorge Luis García Pérez „Antúnez“ angeführte Gruppe von zunächst 13, kurz darauf 30 kubanischen Dissidenten in einen Hungerstreik. Erklärtes Ziel war die Einhaltung geltender kubanischer Gesetze durch die Behörden in ihrem Umgang mit politischen Gegnern: Konkret forderten sie die überfällige Entlassung des Oppositionellen Jorge Vázquez Chaviano in der Provinz Villa Clara nach Verbüßung eines Jahres einer für illegale wirtschaftliche Betätigung verhängten Haftstrafe, die Rückerstattung des von Sicherheitskräften beschlagnahmten bzw. zerstörten persönlichen Eigentums einer Dissidentenfamilie in Palma Soriano und die Untersuchung zu den Umständen eines Brandes in der Wohnung eines Oppositionellenpaares in Havanna. Roque erklärte gegenüber Journalisten, sie wolle den Hungerstreik bis zur letzten Konsequenz durchführen und weder medizinische Betreuung noch künstliche Ernährung erhalten. Nachdem zuerst Vázquez Chaviano seine Protestaktion beendet hatte, dem ein Gerichtsbeschluss zu seiner zeitnahen Entlassung zugestellt worden war, beendeten auch Roque und die übrigen Hungerstreikenden ihre Protestaktion acht Tage nach deren Beginn.

### Erlittene Unterdrückungsmaßnahmen
Außer Verhaftungen hat die kubanische Staatsführung gegen Roque auch wiederholt gewaltsame Mittel angewendet. So ist sie mehrfach Opfer körperlicher Attacken unter anderem durch ihr bekannte Mitarbeiter der kubanischen Sicherheitsorgane geworden und hat zahlreiche, von Vertretern der Behörden veranlasste Actos de Repudio und andere Einschüchterungsaktionen ertragen müssen. Mehrfach ist Roque Ziel von Diskreditierungs- und Verleumdungskampagnen der staatlichen kubanischen Medien, des Außenministeriums, sowie mit dem kubanischen Regime kooperierender Medien im Ausland geworden, zuletzt im September 2012, als ihr Hungerstreik als lediglich vorgetäuscht bezeichnet und dessen erklärte Ziele bewusst falsch dargestellt wurden. Regelmäßig wurde sie dabei als verdeckte Agentin der USA verleumdet – standardmäßig verwendet das kubanische Regime die kriegerische Formulierung „Söldner“ für Kubaner, die offen oppositionelle Positionen vertreten. Dass Roque mit Diplomaten der USA (und anderer Länder) Gespräche führt, wird beispielsweise als Beleg dargestellt, dass sie von diesen Anweisungen bezüglich durchzuführender Aktionen erhalte. Für die Medienberichte wurden wiederholt vom kubanischen Staatssicherheitsdienst verdeckt erstellte Ton- und Videoaufnahmen verwendet, darunter wiederholt unter widerrechtlicher Verletzung ihrer Privatsphäre mitgeschnittene Telefongespräche oder Aussagen von Ärzten unter offensichtlicher Verletzung ihrer Schweigepflicht. Gegen den Wahrheitsgehalt der in diesen Kampagnen behaupteten Straftaten spricht allerdings die Tatsache, dass vor kubanischen Gerichten seit ihrer Verurteilung von 2003 keinerlei Anklage gegen Roque erhoben wurde, obwohl z. B. die in den staatlichen Medien behauptete Agententätigkeit für die USA ein schweres Verbrechen darstellen würde. 
Im November 2011 unterzeichnete Roque einen offenen Brief von rund 300 Oppositionellen an die Exilkubanerin und Vorsitzende des Auswärtigen Ausschusses des US-Kongresses, Ileana Ros-Lehtinen, in dem sie diese um Mithilfe bei der Schaffung eines internationalen Bewusstseins für die wachsenden Repression der kubanischen Regierung gegen die Opposition baten. Roque und Jorge Luis García Pérez (Antúnez) waren die prominentesten Unterzeichner, während sich zahlreiche bekannte Aktivisten nicht an der Initiative beteiligten.
Martha Beatriz Roque ist eine der aktivsten Berichterstatter über repressive Maßnahmen der kubanischen Regierung gegen gewaltlose Oppositionelle. Dazu lässt sie sich regelmäßig von ausländischen Medien interviewen, insbesondere von exilkubanischen Journalisten, über die ihre Berichte sowohl viele im Ausland als auch vermehrt auf der Insel lebende Kubaner erreichen. Außerdem ist sie eine häufige Nutzerin des 2011 eingerichteten Internet-Dienstes „Háblalo Sin Miedo“ (deutsch: Sag es ohne Angst), einer halbautomatischen Informationsplattform, auf der aus Kuba telefonisch auf einen Anrufbeantworter gesprochene Nachrichten in einem Blog als Original-Tondokument abrufbar sind. Sie verfasst außerdem in unregelmäßigen Abständen Meinungsartikel und Analysen, die vor allem per Internet weite Verbreitung finden.
Fidel Castro persönlich bezog sich in Reden bereits namentlich auf Roque als „konterrevolutionäre Anführerin“.
Ab 2003 wurde ihr bis 2016 das Grundrecht auf Ausreise aus ihrem Heimatland verweigert. Bevor sie schließlich im März 2016 eine Reise in die USA antreten konnte, erhielt sie von den Behörden auf Nachfrage die Auskunft, dass sie nur ein einziges Mal aus- und wiedereinreisen dürfe.

### Aktuelle Standpunkte
Angesichts des kubanischen Wirtschaftssystems, in dem den Bürgern jegliche Erwerbstätigkeit behördlich verboten werden kann, vertritt Roque im Gegensatz zu anderen Oppositionellen die Position, dass die Annahme von kubanischer oder nichtkubanischer Unterstützung materieller Art aus dem Ausland legitim sei. Aus besonderem Anlass der schweren Hurrikan-Schaden im Herbst 2008 bat Roque jedoch gemeinsam mit Vladimiro Roca die US-Regierung unter Präsident George W. Bush um eine mindestens zweimonatige Lockerung der Bestimmungen zu Geldüberweisungen und Verwandtenbesuchen.
Im August 2010 unterzeichnete sie gemeinsam mit 164 weiteren prominenten Dissidenten einen offenen Brief an Papst Benedikt XVI., in dem die Rolle der kubanischen katholischen Kirchenführung bei der Haftentlassung der politischen Gefangenen kritisiert wurde: Diese habe bei der Vermittlung der als zwangsweise Ausweisung empfundenen direkten Ausreisen der seit Frühsommer 2010 entlassenen Dissidenten nach Spanien im Interesse der Regierung gehandelt, anstatt die Dissidenten selbst um ihre Meinung zu fragen und diese in die Verhandlungen einfließen zu lassen.
Im Juli 2011 gehörte sie zu den Erstunterzeichnern des von Oswaldo Payá angestoßenen Dokuments „El Camino del Pueblo“, eines Entwurfs für notwendige Schritte für einen friedlichen und geordneten demokratischen Wandel des politischen Systems in Kuba unter Berücksichtigung aller politischer Strömungen.
Von Februar bis April 2025 unterzog sie sich einer medizinischen Behandlung in den USA, kehrte jedoch am 2. Mai wieder nach Kuba zurück und dies trotz des wieder zunehmenden Drucks seitens des Regimes auf Oppositionelle, wie die jüngsten Verhaftungen von José Daniel Ferrer und Félix Navarro zeigen. Ihre Wiedereinreise gestaltete sich nach eigenen Angaben schwierig, ohne Details zu nennen.

## Auszeichnungen
- 2002 erhielt sie den von der New York Academy of Sciences vergebenen Heinz-R.-Pagels-Menschenrechtspreis für Wissenschaftler.[50] Die kubanische Regierung verweigerte ihr jedoch die beantragte Ausreise zur Preisverleihung in New York.[5]
- 2007 war Roque auf französischen Vorschlag eine von insgesamt 181 offiziell Nominierten für den Friedensnobelpreis.[51]